# Трёхцветный полосатый погоныш
Трёхцветный полосатый погоныш (лат. Rallina tricolor) — вид птиц из семейства пастушковых. Подвидов не выделяют (при этом иногда, основываясь на отличиях в оперении и некоторых других, обсуждают наличие до шести форм данного вида).

## Распространение
Обитают на Новой Гвинее и близлежащих островах (в том числе Архипелаг Бисмарка), в северо-восточной части Австралии. На Молуккских и Зондских островах статус вида под вопросом. Живут преимущественно в лесах.

## Описание
Длина тела 23-30 см. Размах крыльев 37-45 см. Отличаются от других представителей рода сочетанием большого размера, не покрытых отметинами темно-коричневых верха и хвоста, зелёного или желтого клюва и оливковых ног. Самцы и самки выглядят одинаково.

## Биология
В рацион входят в основном беспозвоночные, включая кольчатых червей, олигохет, моллюсков, ракообразных, наземных амфипод, пауков, имаго насекомых и их личинок, а также лягушки и головастики, семена.
В кладке 3-7 (обычно 5) яиц. Насиживают их как самцы, так и самки.